# ハンス・ファン・ブロイケレン
ハンス・ファン・ブルーケレン（Hans van Breukelen, 1956年10月4日 - ）は、オランダ出身の元サッカー選手。日本ではドイツ語読みでファン・ブロイケレンと呼ばれることがある。
オランダ代表としては1980年から約12年間プレー、1988年、欧州選手権西ドイツ大会決勝戦において、イーゴリ・ベラノフのPKをストップ、オランダの初優勝に貢献した。1990年のイタリアワールドカップ、UEFA EURO 92でも正GKを務めた。
1987-88シーズン、チャンピオンズカップ決勝のベンフィカ戦では、延長PK戦で相手チームの6人目のキッカーのPKをセーブし、優勝に貢献した。

## 代表歴
- 1980 - 1992 サッカーオランダ代表 73試合出場

## タイトル
- 1988年 - 欧州選手権西ドイツ大会　優勝
- UEFAチャンピオンズカップ 1987-88 優勝